# Atteva emissella
Atteva emissella is een vlinder uit de familie Attevidae. De wetenschappelijke naam van de soort werd in 1863 gepubliceerd door Francis Walker.